# 작은붉은사향땃쥐
작은붉은사향땃쥐(Crocidura hirta)는 땃쥐과에 속하는 포유류의 일종이다. 앙골라와 보츠와나, 콩고민주공화국, 말라위, 모잠비크, 나미비아, 남아프리카공화국, 에스와티니, 탄자니아, 잠비아 그리고 짐바브웨에서 발견된다. 자연서식지는 건조한 사바나와 습윤 사바나, 아열대 또는 열대 기후 지역의 건조 저지대 초원과 고온의 사막이다.